# ثيلون (حجر)
'

تعديل مصدري - تعديل

ثيلون هي إحدى قرى عزلة الصداره بمديرية حجر التابعة لمحافظة حضرموت، بلغ تعداد سكانها 146 نسمة حسب تعداد اليمن لعام 2004.